# Черњевице
Черњевице (пољ. Czerniewice) је село у Пољској које се налази у војводству Лођ у повјату Томашовском у општини Черњевице. Налази се у средини земље, око 90 km југозападно од Варшаве.
Налази се на реци Кжемјонка.
Кроз ово село пролази европски пут E67.
Број становника је око 730.

## Историја
Основан у XII-XIII веку. Први писани податак о потиче из 1396. године.
Од 1975. до 1998. године ово насеље се налазило у Пиотрковском војводству.